# Medalla Páez de las Artes
La Medalla Páez de las Artes es una condecoración entregada por The Venezuelan American Endowment for the Arts (VAEA) que se presenta una vez al año a un individuo o grupo que ha tenido un impacto y contribuido a la excelencia, el crecimiento, el apoyo y la proliferación de las artes en Venezuela y los Estados Unidos. Lleva el nombre en honor a José Antonio Páez, caudillo de la Independencia de Venezuela, que vivió los últimos años de su vida exiliado en la ciudad de Nueva York, en donde se convirtió en un filántropo por las artes.

## Galardonados
- Carlos Cruz-Diez (2012)[4]
- Robert Wilson (2013)[5]
- Sofía Ímber (2014)[6]
- Annie Leibovitz (2015)[7]
- Marisol Escobar (2016)[8]
- Bob Colacello (2017)[9]
- Gustavo Dudamel (2018)[10]
- Margot Benacerraf (2019)[11]
- Julian Schnabel (2019)[12]
- Frank Gehry (2020)[13]
- James Alcock (2020)[14]
- Fundación Empresas Polar y su fundadora Leonor Giménez de Mendoza (2021)[15]
- Joshua Bell (2022)[16]